# Gare de Dar El Beïda
La gare de Dar El Beïda est une gare ferroviaire algérienne située sur le territoire de la commune de Dar El Beïda, dans la wilaya d'Alger.

## Situation ferroviaire
La gare est située au point kilométrique (PK) 19 sur la ligne d'Alger à Skikda, où elle est précédée de la gare de Bab Ezzouar et suivie de celle de Rouïba.
| \| Alger Dar El · Beïda Aéroport d'Alger Zéralda Birtouta Réghaïa \| Localisation de la gare de Dar El Beïda dans la wilaya d'Alger. |
| Alger Dar El · Beïda Aéroport d'Alger Zéralda Birtouta Réghaïa                                                                       |

## Service des voyageurs

### Desserte
La gare est desservie par  :
- les trains régionaux des liaisons Alger - Béjaïa[1] et Alger - Bouira[2] ;
- les trains du réseau ferré de la banlieue d'Alger des liaisons Alger - Thénia[3] et Alger - Oued Aïssi[4].